# بوب وليامز (محامي)
بوب وليامز (بالإنجليزية: Bob Williams)‏ هو لاعب كرة قدم أمريكية ومحامي أمريكي، ولد في 1 أغسطس 1877 في Bland, Virginia ‏ في الولايات المتحدة، وتوفي في 17 أكتوبر 1957.